# Половинный (муниципальный округ Верхний Тагил)
Полови́нный — посёлок в муниципальном округе Верхний Тагил Свердловской области.

## География
Половинный расположен в лесистой и гористой местности в среднем течении реки Кривой (небольшого левого притока реки Тагил), на западном склоне Уральских гор. В 8 километрах к северу от посёлка находится центр муниципального округа — город Верхний Тагил. Почти со всей территории посёлка открывается панорамный вид на горы с пиком Бунар.
Половинный расположен на полпути между Верхним Тагилом и урочищем Воробьи (бывшей деревней, находившейся на берегах реки Казачий Шишим и упразднённой в 1976 году), с чем связано название посёлка.

## Население
| 2002 | 2010  |
| ---- | ----- |
| 1553 | ↘1408 |

## Инфраструктура
В посёлке Половинном работают клиника общей врачебной практики, опорный пункт полиции, отделение «Почты России» и отделение Сбербанка, есть аптека и несколько магазинов.
Образование и культура
В посёлке Половинном действуют:
- дом культуры (культурно-спортивный центр) с драматической театральной студией при СКСК[7],
- поселковая библиотека,
- средняя общеобразовательная школа № 10 им. воина-интернационалиста А. Харламова[8][9],
- детский сад № 17[10].

## Транспорт
Из Екатеринбурга путём пересадки в Верхнем Тагиле в Половинный можно добраться на рейсе № 1054б с Северного автовокзала. Из Верхнего Тагила до посёлка ходит пригородный автобус.

## Промышленность
Птицефабрика «Кировградская» (ООО Агрофирма «Северная»).

## Достопримечательности
К числу достопримечательностей Половинного относятся православный храм Иоасафа Белгородского, заложенный в 2011 году, поселковый сквер со стелой в честь локальных участников Великой Отечественной войны. До её установки на том месте находился скульптурный памятник авторства екатеринбургских скульпторов Константина Грюнберга и Николая Забровского.
В шести километрах от Половинного находится гора Лубная — геологический объект и ботанический природный памятник областного значения. На этом месте площадью двести гектаров произрастают крупные скальные папоротники и страусопёры, а также редкие виды растений, занесённые в Красную книгу Свердловской области, а на вершине есть оригинальные столбчатые скальные образования. В 1982 году уральский краевед, уроженец Невьянска, член Уральского экологического союза, Александр Пискунов нашёл здесь следы первобытного человека.
В честь Пискунова был назван «Приют» — стоянка для странников, некогда начатая самим краеведом и продолженная затем членами половинновского экологического отряда «555» в качестве одного из опорных пунктов маршрута местной экологической тропы. Ежегодно отрядом «555» проводятся мероприятия по обновлению тропы и сохранению благопристойного вида всего маршрута. Сам «Приют Пискунова» является ориентиром на пути к горе Лубной. И из Половинного, и из Верхнего Тагила к Лубной можно добраться всего за несколько часов лесным маршрутом, минуя ЛЭП.